# محمدولی احمدلو
محمدولی احمدلو با نام هنری مردوخ (زاده ۲۴ تیر ۱۳۲۷ در اراک) بازیگر سینما اهل ایران است، وی پدر شاهد احمدلو کارگردان و بازیگر سینما است.

## سینمایی
- مشمشه (۱۳۹۷)
- نفرین (۱۳۸۹)
- چند می‌گیری گریه کنی (۱۳۸۴)
- تله (۱۳۸۴)
- باج‌خور (۱۳۸۲)
- ملاقات با طوطی (۱۳۸۲)
- آدم‌برفی (۱۳۷۳)
- روز واقعه (۱۳۷۳)
- ردپای گرگ (۱۳۷۱)
- راز چشمه سرخ (۱۳۷۰)
- چاووش (۱۳۶۹)
- گروهبان (۱۳۶۹)
- دندان مار (۱۳۶۸)
- تیغ و ابریشم (۱۳۶۴)
- فرمان (۱۳۶۰)
- انفجار (۱۳۵۹)
- تپه ۳۰۳ (۱۳۵۶) - نمایش داده نشد
- سفر سنگ (۱۳۵۶)
- شبگرد (۱۳۵۴)
- میرم بابا بخرم (۱۳۵۳)
- شیخ صالح (۱۳۵۲)
- گدای میلیونر (۱۳۵۲)
- آب نبات چوبی (۱۳۵۱)